# Phoenix-Halle
Die Phoenix-Halle war für die Saison 2009/2010 der Austragungsort der Heimspiele des Basketballvereins Phoenix Hagen.

## Geschichte
Ursprünglich war das Gebäude ein Industriehallenkomplex im Hagener Stadtteil Hohenlimburg. Ein Teil des Gebäudekomplexes wird nach wie vor zu metallverarbeitenden Zwecken genutzt, der größte Teil wird jedoch seit einigen Jahren als Fitness-Center betrieben. 
Bis zur Saison 2008/09 war die Ischelandhalle Austragungsort der Phoenix Hagen-Heimspiele. Nach dem sportlichen Aufstieg in die erste Bundesliga 2009 war aufgrund des zu geringen Fassungsvermögens der Halle (1.800 Zuschauer) ein Umzug nötig, da die BBL eine Hallenkapazität von mindestens 3.000 verlangt. Der Verein hatte die Lizenz im Mai 2009 unter auflösender Bedingung erhalten; ohne taugliche Halle wäre diese wieder entzogen worden.
Es war geplant, nach Ablauf der Basketballsaison durch Rückbau die Halle in ihren Originalzustand zurückzuversetzen. Später jedoch wurde sie erneut fremdvermietet; heute befindet sich darin eine Paintball-Arena.

## Umbau
Im April 2009 mietete Phoenix Hagen eine der Hallen, die bis dahin als Badminton- und Tennishalle des Fitnesscenters genutzt wurde. 
Durch das Engagement vieler, vorrangig freiwilliger Helfer wurde diese Halle von April bis September 2009 zur reinen Basketballhalle umgebaut. Diese trägt seitdem den Namen "Phoenix-Halle" und dient außer als Spiel- auch als Trainingsstätte des Vereins. Auch die Heimspiele der NBBL-, JBBL- und Damenmannschaft Phoenix Ladies werden nach Möglichkeit hier ausgetragen. Eine angrenzende, bis dahin leer stehende Halle wurde mit angemietet und wird nun als Business-Club genutzt. Hier werden Spieler, Sponsoren, Ehrengäste und Helfer während der Spiele verpflegt. Bei dem Umbau wurde darauf geachtet, möglichst viel des industriellen Charmes der alten Ziegelgebäude zu erhalten.

## Im Vorfeld
Die Option, diese Halle als Basketballhalle zu nutzen, ergab sich kurzfristig unmittelbar vor dem sportlichen Aufstieg von Phoenix Hagen in die BEKO BBL. Es waren im Vorfeld diverse andere Lösungsmöglichkeiten geprüft worden; unter anderem sollte zeitweilig ein Zelt des Zirkus Flic-Flac im Ischelandstadion, unmittelbar neben der Halle, aufgestellt und Tribünen sowie Spielfläche dort eingerichtet werden. Dies scheiterte allerdings an finanzieller und technischer Durchführbarkeit, die Rasendrainage des Stadions hätte durch den Aufbau des Zeltes Schaden genommen.
Am 11. April 2009, dem Vorabend des letzten Saisonspiels von Phoenix Hagen in der ablaufenden ProA-Saison gegen die Bremen Roosters (111:69), wurde die Halle vermessen und virtuell nachgebaut. Die so entstandene Präsentation wurde am 14.04. den Sponsoren des Vereins und wenig später auch der BBL - Kommission vorgestellt, die ihre Genehmigung wenige Tage später unter Vorbehalt erteilten. Bedingung war, dass bis zum 31. Juli 2009 die Planungen durchgeführt seien – der Parkettboden musste liegen, die Körbe hängen, die Tribünen einsatzbereit sein. Dies gelang tatsächlich wenige Stunden vor der Abnahme durch die BBL-Kommission, womit der Verein die Lizenz für die 1. Bundesliga (BEKO BBL) erhielt.

## Daten
Der Parkettboden wurde im Juni 2009 von den Schwelmer Baskets angekauft; die Tribünen wurden durch eine Hannoveraner Firma aufgebaut. Diese fassen insgesamt 3.013 Zuschauer. Problematisch war hierbei vorrangig, die Zuschauerränge so einzubauen, dass ausreichende Flucht- und Rettungswege freiblieben. Hierzu war unter anderem der Einbau eines Fluchttunnels nötig, welcher tatsächlich durch den metallverarbeitenden Betrieb hindurchführt.
Ein weiteres Problem ergab sich durch die Tatsache, dass ein Großteil der Saison im Winter ausgetragen wird und die Halle schlecht zu beheizen war. Mannschaftsintern wurde sie „Icebox“ genannt. Bei einigen Spielen wurde die durch das BBL-Regelwerk geforderte Mindesttemperatur erst kurz vor Spielbeginn erreicht.
Die Halle misst 32 × 68 m bei einer lichten Höhe unter dem Giebeldach von ca. 11,40 m. Die nach Westen gelegene Stirnwand verläuft schräg, so dass die südliche Längswand 72, die nördliche dagegen 65 m misst.

## Saison 2009/10
Am 11. Oktober 2009 wurde in der Halle erstmals Bundesliga-Basketball gespielt. Phoenix Hagen verlor gegen die Paderborn Baskets (seit April 2010 webmoebel Baskets) mit 79:85.
Am 18. Oktober 2009 gelang der erste Heimsieg in der neuen Halle: Phoenix schlug ratiopharm Ulm mit 76:75.
Der höchste Heimsieg gelang am 17. April 2010 gegen EnBW Ludwigsburg mit 96:71.
In der Saison wurden insgesamt 17 Heimspiele ausgetragen, wobei sechs Spiele gewonnen werden konnten und insgesamt 1.262 Punkte (im Schnitt 74,23) erzielt wurden. Die gesamte Hallenkapazität von 3.013 Zuschauern wurde dreimal erreicht: Bei den Heimspielen gegen ALBA Berlin, Giants Düsseldorf und EnBW Ludwigsburg war die Halle ausverkauft; im Schnitt besuchten 2.596 Zuschauer die Halle.
Am 17. April 2010 endete die Geschichte der Funktion als Basketballhalle feierlich: Der Verein bestritt und gewann sein letztes Heimspiel gegen EnBW Ludwigsburg (96:71), wobei Kapitän Matthias Grothe sein letztes Heimspiel im Blau-Gelb der Hagener bestritt und nach dem Spiel mit großer Zeremonie verabschiedet wurde. Er erhielt hierbei unter anderem das Versprechen, dass seine Rückennummer "9" bei Phoenix Hagen nicht wieder vergeben wird.

## Trivia
Der Dokumentarfilm "Phoenix in der Asche", Regie Jens Pfeiffer, trägt den Untertitel "Ein Jahr im Abstiegskampf". Hier werden Mannschaft und Umfeld von Phoenix Hagen in eben der Saison thematisiert, die in der Phoenix-Halle ausgetragen wurde. In dem Film sind neben mannschaftsinternen Auseinandersetzungen zwischen den Guards Chase Griffin und Michael-Hakim Jordan und den sportlichen Schwierigkeiten im Kampf um den Klassenerhalt auch Szenen vom Hallenumbau und den damit verbundenen organisatorischen und bautechnischen Problemen zu sehen. 
Koordinaten: 51° 21′ 25,2″ N, 7° 33′ 26,3″ O